# Limanu
Limanu is een Roemeense gemeente in het district Constanța.
Limanu telt 5274 inwoners.